# Spovedanie
Spovedania sau pocăința e o taină (sacrament) și un ritual religios în creștinism, într-o mare parte a Bisericilor tradiționale. Constă în mărturisirea păcatelor de către penitent în fața unui preot, primind dezlegare de la acesta din urmă, precum și confirmarea de reintegrare în "trupul Bisericii" de care omul se desparte prin păcat în viziunea creștină. 
„Pocăința” („Penitența”) a fost introdusa de Catolici, având la bază cele spuse de evanghelistul Ioan (Ioan 20:22-23). 
Reformații au interpretat altfel cuvintele lui Ioan, considerând că Isus n-ar fi impus penitență pentru iertarea păcatelor, ci văzând pasajul ca fiind o metonimie pentru proclamarea evanghelie. Acceptarea evangheliei fiind ea însăși chiar iertarea păcatelor. Astfel, oricine crede cu sinceritate că Isus Cristos a murit pentru păcatele sale, are  (prin promisiunea și jertfa lui Cristos pe cruce) iertarea păcatelor. 
Penitența se compune din 2 faze:  
a) spovedania și  
b) iertarea păcatelor de către preotul care acorda absoluțiunea, după impunerea unor canoane obligatorii (rugăciuni, etc). 
Bisericile Reformate nu recunosc calitatea preoților de a ierta păcatele oamenilor, iertarea acestora putându-se face numai direct de către Dumnezeu, prin căință personală, adevărată și sinceră. Unele Biserici Reformate pun acest sacrament în centrul serviciului divin, sacrament care implică o analiză autocritică și neipocrită a faptelor și vorbelor fiecărui enoriaș. Biserica Catolică condiționează participarea credincioșilor la actul Euharistiei (primirea hostiei) de actul prealabil al absoluțiunii prin intermediul unui preot.
Liturgistul Robert Taft vorbește despre pocăință cu următoarele cuvinte: „Pocăința nu e o întoarcere spre sine, nici o concentrare asupra disciplinei personale, de genul unui atletism duhovnicesc, ci o deschidere spre o viață nouă, și printr-aceasta, deschidere spre ceilalți.”

## Denumire
În limba română se folosesc mai multe nume:
- spovedanie sau spovadă;
- confesiune, mărturisire, etc.

Începând cu Conciliul Vatican II, Biserica Catolică preferă sintagma sacramentum reconciliationis (lat. "sacramentul împăcării").

## Caracter sacramental
În Bisericile Ortodoxe, Catolice, vechi orientale, pocăința e una din cele șapte taine, făcând parte, dimpreună cu maslul, din grupa tainelor de vindecare.
În Bisericile lutherane nordice, e una din cele trei taine, dimpreună cu botezul și euharistia.
Anglicanii din mișcarea High Church consideră pocăința drept una din tainele mici, câtă vreme botezul și euharistia sunt tainele mari. Dimpotrivă, anglicanii din mișcarea Low Church consideră pocăința doar drept o ierurgie, și o practică destul de rar.
În general, celelalte Biserici nu consideră pocăința drept taină. Unele dintre ele, făcând parte din diferite curente liturgice, folosesc spovedania, fără a-i da un statut sacramental, pe când altele nu o practică, afirmând că fiecare creștin are dreptul de a se mărturisi direct lui Dumnezeu, fără a avea nevoie de un intermediar.

## Temeiuribiblice
Bisericile ce practică pocăința invocă două categorii de temeiuri biblice. Primele se referă la căința păcătosului și actul de iertare. Cele din urmă se referă la actul de dezlegare din partea preotului.

### 1.
Conform învățăturii creștine, Iisus a plătit prețul de răscumpărare pentru păcatele oamenilor pe cruce. De aceea, iertarea e gratuită celui ce se căiește de păcatele sale și se întoarce la Dumnezeu. Versetele biblice cele mai folosite sunt următoarele:
«Dacă cineva a păcătuit, avem la Tatăl un mijlocitor, pe Iisus Christos, Cel neprihănit. El e jertfa de ispășire pentru păcatele noastre; și nu numai pentru ale noastre, ci pentru ale întregii lumi.» (I Ioan 2:1-2).
«Dacă ne mărturisim păcatele, El e credincios și drept, ca să ne ierte păcatele și să ne curățească de orice nelegiuire.» (Idem, Ioan 1:9).

### 2.
Textul scripturar cel mai invocat Îl descrie pe Iisus, după înviere, dând apostolilor o anumită sarcină:
(Iisus) «a suflat peste ei, și le-a zis: "Luați Duh Sfânt! Celor ce le veți ierta păcatele, vor fi iertate; și celor ce le veți ține vor fi ținute."» (Evanghelia după Ioan Ioan 20:22-23).
Un alt text din Epistola lui Iacob este folosit pentru a justifica spovada prin întrepunerea unui preot. Iacob dă creștinilor din primul secol următorul sfat:
«Mărturisiți-vă unii altora păcatele, și rugați-vă unii pentru alții, ca să fiți vindecați. Mare putere are rugăciunea fierbinte a celui neprihănit.» Iacob 5:16.

## Istorie

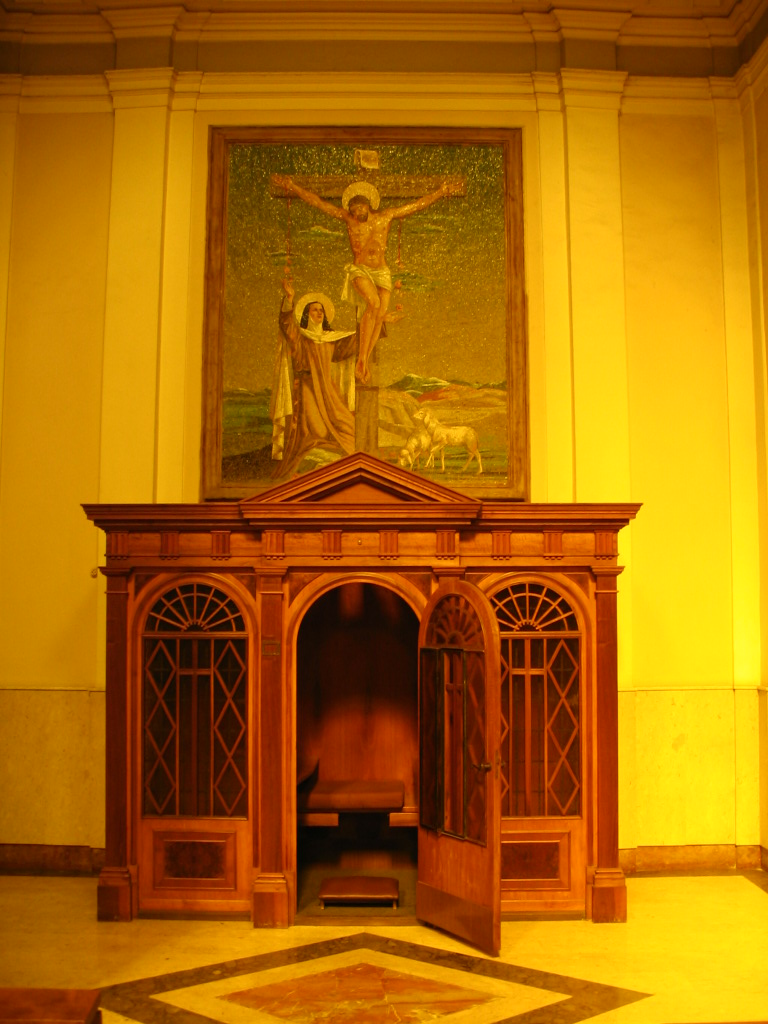
Confesional
(în bisericile catolice)

La început, în perioada persecuțiilor, apostații erau primiți în mod public, după o perioadă de excomunicare. 
Mai târziu, spovedania publică s-a încetățenit pentru păcatele grele, precum: idolatria, uciderea și adulterul. Penitenții își spuneau păcatele cu voce tare în fața obștii creștine, apoi urmau o perioadă de post și încercare, iar la sfârșitul perioadei, episcopul le dădea dezlegarea, reintegrându-i în Biserică.
Monahii irlandezi au început în secolul al VI-lea a practica "mărturisirea auriculară", adică nepublică, pentru ca penitenților să nu le fie rușine să se pocăiascä. Au început să se scrie îndreptare de spovedanie, dintre care cele mai multe erau pseudoepigrafe, reclamându-se de la marii dascăli imediat următori perioadei de persecuție.
Astfel creștinii au început să-și spovedeascä și păcate mai ușoare, iar spovedania auriculară s-a generalizat, devenind, în secolul al IX-lea, condiție necesară cuminecării. În secolul al XVI-lea, Carol Boromeu va inventa confesionalul, un scaun de spovadă în formă de dulap. În Răsărit, spovedania se va practica fie în diaconin, fie în fața unei icoane din nartex.

## Liturgic și sistematic
Din punct de vedere liturgic și sistematic, spovada se desfășoară în mai multe etape:
- Căința lăuntrică a penitentului;
- Molitva sau rugăciunile pregătitoare, rostite de către preot;
- Mărturisirea în fața preotului;
- Canonul sau epitimia;
- Rugăciunea de dezlegare, rostită de către preot.

### Molitva
În toate riturile există rugăciuni de primire a penitentului. Conciliul Tridentin (în Biserica Catolică) a declarat că spovada e validă, chiar dacă molitva se omite. În practică, molitva se omite în toate riturile, destul de des, îndeosebi când nu sunt mulți credincioși de spovedit, mai ales în afara mănăstirilor.

### Mărturisirea

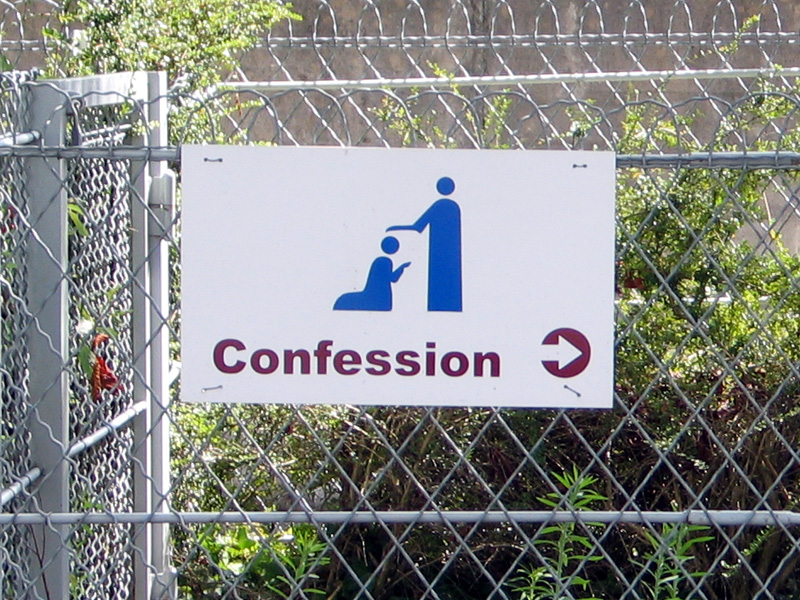
Semn indicând scaunele de mărturisire.

Mărturisirea se desfășoară în mod interactiv. În teorie, la slavi și armeni, preotul pune întrebarea penitentului, enumerând liste de păcate.

### Canonul
Pentru detalii, vezi articolul Canon de spovedanie.
Canonul e un remediu pentru penitent, care să-l ajute atât să se îndrepte, cât și să repare urmările păcatelor comise.
Acesta diferă cel mai mult de la un rit la altul, de la o regiune geografică la alta. Canonul poate varia, ca materie, între o excomunicare (precum la slavi) și o rugăciune de mulțumire (precum la suedezi).
Teoretic, penitentul ar trebui să îndeplinească epitimia înainte de dezlegare, dar aceasta se întîmplă rar. De cele mai multe ori, penitentul are de îndeplinit canonul după dezlegare. În ritul suedez, canonul consistă într-o rugăciune de mulțumită, pe care preotul și penitentul o rostesc împreună înainte de dezlegare. La greci, melkiți și români, preotul doar spune penitentului în acest moment, înainte de dezlegare, care îi este canonul. La slavi, aceasta se petrece doar după dezlegare.

### Dezlegarea
Preotul rostește o rugăciune de dezlegare. Aceasta variază de la un rit la altul. Cea folosită la români și slavi e alcătuirea lui Petru Movilă, mitropolitul Kievului.

#### În ritul bizantin românesc și slav
«Domnul și Dumnezeul și mântuitorul nostru, Iisus Hristos, cu harul și cu îndurările iubirii Sale de oameni, să-ți ierte ție, fiule (numele), toate păcatele tale, iar eu, nevrednicul preot, cu puterea care mi s-a dat, îți iert și te dezleg de toate păcatele tale, în numele Tatălui și al Fiului și al Sfântului Duh. Amin.»

#### În ritul bizantin grecesc și melkit
«Dumnezeu, care prin prorocul Natan l-a iertat pe David când și-a mărturisit păcatele, pe Petru când a plâns amar, pe desfrânată când i-a spălat picioarele cu lacrimi, pe vameș și pe fiul risipitor, același Dumnezeu, prin mine, păcătosul, să te ierte pe tine, în viața aceasta și în cea viitoare și fără osândă să te aducă înaintea înfricoșatei sale judecăți, cel ce este binecuvântat în vecii vecilor. Amin.»

#### În ritul latin
«Dumnezeu, Părintele îndurărilor, Care a împăcat lumea cu Sine prin moartea și învierea Fiului Său și a trimis pe Duhul Sfânt spre iertarea păcatelor, prin puterea încredințată Bisericii, să-ți dăruiască iertare și pace. Iar eu te dezleg de păcatele tale, în numele Tatălui și al Fiului și al Sfântului Spirit. Amin.»

#### În ritul armean
«Dumnezeu, iubitorul de oameni, cu îndurarea Sa, să-ți ierte toate păcatele tale, cele pe care le-ai mărturisit, precum și cele pe care le-ai uitat. Iar acum, cu puterea preoțească ce mi s-a dat prin dumnezeiasca poruncă a Domnului Iisus către apostolii Săi, «oricâte veți lega pe pământ vor fi legate și în cer, și oricâte veți dezlega pe pământ vor fi dezlegate în cer», cu aceleași cuvinte te dezleg de toate păcatele, pe care le vei fi săvârșit cu gândul, cu cuvântul și cu fapta, în numele Tatălui și al Fiului și al Sfântului Duh, și te reașez în părtășia sacramentală deplină, spre împărtășirea vieții sfintei Biserici, încât ceea ce vei face bine să-ți fie spre binefacere și spre mărirea vieții de veci. Amin.»

#### În ritul anglican tradițional
«Domnul Iisus Christos, care a lăsat Bisericii sale puterea de a-i dezlega pe toți păcătoșii care se pocăiesc cu adevărat și cred într-însul, cu mare milostivirea sa să-ți ierte toate greșelile tale, iar eu, cu puterea ce mi s-a dat, te dezleg de toate păcatele tale, în numele Tatălui și al Fiului și al Sfântului Duh. Amin.»

#### În ritul suedez
«Cu puterea lui Isus Cristos, ce mi s-a dat, zic ție: Iertate îți sunt păcatele tale, în numele Tatălui și al Fiului și al Sfântului Duh. Amin. Domnul să te binecuvinteze, și să te păzească! Domnul să lumineze fața sa peste tine, și să te miluiască! Domnul să înalțe fața sa peste tine, și să-ți dea pacea, în numele Tatălui și al Fiului și al Sfântului Duh. Amin.»